# Kompina

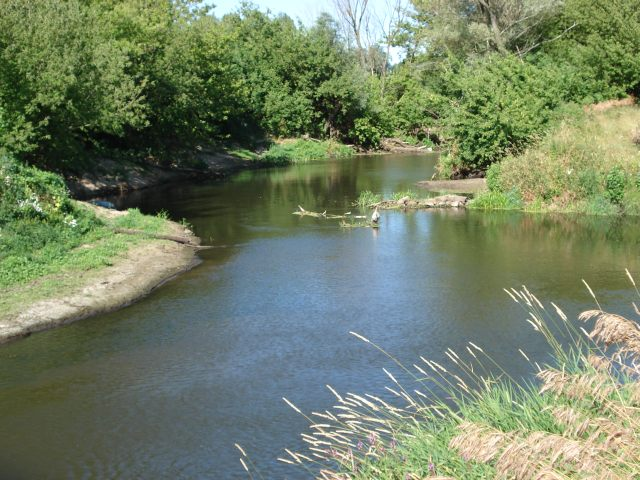
Rzeka Bzura w Kompinie

Kompina – wieś w Polsce położona w województwie łódzkim, w powiecie łowickim, w gminie Nieborów.

## Historia
Najstarsza wzmianka o tej wsi pochodzi z 1345 r.
W 1445 arcybiskup gnieźnieński Wincenty Kot utworzył w Kompinie parafię  św. Wojciecha i św. Barbary.
Prywatna wieś duchowna Kąpina położona była w drugiej połowie XVI wieku w powiecie gąbińskim ziemi gostynińskiej województwa rawskiego. 
We wsi jest XIX-wieczny, neogotycki kościół parafialny, wzniesiony w miejscu XV-wiecznej, drewnianej świątyni, która spłonęła w 1889 r.
Słowniku geograficznym Królestwa Polskiego i innych krajów słowiańskich z roku 1883 tak opisuje miejscowość:

Kompina, wieś i folwark nad rzeką Bzurą, powiat łowicki, gmina i parafia Kompina. Leży na prawo od drogi bitej z Łowicza do Sochaczewa, o 8 wiorst od Łowicza. Posiada kościół parafialny, urząd gminy, kasę wkładowo-zaliczkową, szkołę początkową, oberżę; w miejscu gdzie stoi młyn nad Bzurą, było stare cmentarzysko przedhistoryczne. Kompina należało pierwotnie do parafii kolegiaty łowickiej. Wincenty Kot arcybiskup gnieźnieński wystawił tu kościół i założył parafię w 1445 r. Kościół p. w. św Wojciecha i Barbary ma w wielkim ołtarzu dwa obrazy pędzla R. Hadziewicza z r. 1857. Na cmentarzu grzebalnym stoi kaplica. Szkoła elementarna ma do 60 uczniów. Kasa wkładowo-zaliczkowa miała w 1878 r. 5536 rubli srebrem obrotu. Kompina stanowiła dawniej tak zwaną ekonomią rządową, na które rozdzielane były dobra królewskie za królestwa kongresowego; tu była siedziba komisarza ekonomicznego księstwa łowickiego. W 1827 r. było tu 49 domów, 335 mieszkańców, obecnie 503 mieszkańców. Grunta folwarczne, własność rządowa, tworzą dwa folwarki wieczysto czynszowe, z obszarem 226 mr.; do włościan należy 1713 mr., a tem 1151 mr. ornej ziemi, 433 mr. pastwisk i 29 mr. nieużytków. Paraf. Kompina dek. łowicki, 2015 dusz, z tych 1200 umie czytać. (Por. Lib. ben. Łaskiego II, 263, 266, gdzie Kompina zowie się Kampiną)

W dniach 14–15 września 1939 r. Kompina była miejscem zaciętych walk z hitlerowskim najeźdźcą, prowadzonych przez 26 Dywizję Piechoty Armii „Pomorze”. Pamiątką tamtych wydarzeń jest znajdujący się we wsi cmentarz wojenny.
Do 1954 roku istniała gmina Kompina. W latach 1954–1972 wieś należała i była siedzibą władz gromady Kompina. W latach 1975–1998 miejscowość administracyjnie należała do województwa skierniewickiego.
20 września 1961 r. w Kompinie doszło do wypadku drogowego; prowadzący samochód Fiat 500 reżyser Andrzej Munk zderzył się z ciężarówką Star 20. Po przewiezieniu do szpitala w Łowiczu zmarł po czterech godzinach. Pochowany na Powązkach Wojskowych w Warszawie.

## Zabytki
Według rejestru zabytków NID na listę zabytków wpisany jest obiekt:
- cmentarz wojenny z II wojny światowej (żołnierzy polskich), 1939, nr rej.: 911 A z 21.12.1992

## Znane postaci z Kompiny
- Krzysztof Miklas – dziennikarz sportowy
- Władysław Miziołek – sufragan warszawski
- Piotr Modrak – elektryk i pedagog, autor prozy podróżniczej
- Jan Leon Kozietulski – pułkownik